# 双金藻属
双金藻属（学名：Amphichrysis）是单鞭金藻科下的一个属。

## 下属物种
本属包括以下物种：
- 侧偏双金藻属 Amphichrysis compressa Korshikov